# Gianfranco Bianchin
Gianfranco Bianchin (Nogaré, 16 aprile 1947 – Pescara, 1º agosto 1970) è stato un ciclista su strada italiano, professionista dal 1969 al 1º agosto 1970, giorno in cui prematuramente scomparse, a soli 23 anni, annegando nel Mar Adriatico. Ottenne la vittoria al Giro di Toscana 1970 ed un secondo posto al Giro di Campania dello stesso anno e alla Coppa Sabatini dell'anno precedente.
A lui è intitolato il Trofeo Gianfranco Bianchin, competizione per Dilettanti prima e per Under-23/Elite poi organizzata dal 1970 a Ponzano Veneto.

## Palmarès
- 1966 (dilettanti)

Trofeo Città di San Vendemiano
- 1968 (dilettanti)

Giro del Belvedere di Villa di Cordignano
G.P. Materassi Dormire
2ª tappa Giro delle Provincie del Lazio (Roma > Santa Palomba)
- 1970 (Molteni, una vittoria)

Giro di Toscana

## Piazzamenti

### Grandi Giri
- Giro d'Italia

1969: 71º
1970: 85º

### Classiche monumento
- Milano-Sanremo

1969: 69º
1970: 92º